# Hadena hellwegeri
Hadena hellwegeri là một loài bướm đêm trong họ Noctuidae.